# 周庄王宅
周庄王宅，位於江苏省昆山市周庄镇后港街11-2号，始建于明代，坐北朝南，是一处昆山市文物保护单位。

## 保护
2009年9月，王宅公布为第四批昆山市文物保护单位。